# スーダ辞典
『スーダ辞典』（スーダじてん）または『スーダ』（ギリシア語: Σοῦδα, Souda; Suda）は、10世紀ころ、東ローマ帝国で編纂された百科事典も兼ねる辞書である。古代から当代の歴史に関わる約3万語を収録しており、東ローマ帝国の公用語であったギリシア語で記されている。
題名の「スーダ」は「砦」を意味する名詞である。しかしながら、東ローマ帝国末期およびルネサンス期から20世紀前半に至るまで、人名に由来すると誤解されてスイダス（Σουίδας）という題名で伝えられてきた。

## 概要
その項目の豊富さから、現代の西洋古典学・古代ギリシア研究においても頻繁に参照される。1928年デンマークの学者アダ・アドラーが編修した刊本は、全5巻・約2700ページもの量に及ぶ。2014年には、インターネット上での電子化が完遂され、訳注も施されている。
誤った内容の項目も多いが、散逸した文献からの引用も多く、資料としての価値が高い。項目はアルファベット順になっているが、同音で異なる文字が同じ箇所に入れてあるなど多少揺れがある。スーダの根幹をなす項目として、豊富な人物項目があり、それらの人物項目は6世紀の伝記作家ミレトスのヘシュキオスに基づくとされる。

## 成立
10世紀のマケドニア朝治下の東ローマ帝国では、後世「マケドニア朝ルネサンス」と呼ばれる古代ギリシア文化の復興が進み、皇帝コンスタンティノス7世の下では国家事業として古代の文献の収集・整理が行われていた。このスーダもその文化的興隆の中から生まれたものである。編纂者は複数の無名の学者とされる。
成立年代は10世紀後半と推定される。その理由としては、12世紀のエウスタティオスの書物にスーダの引用が見られること、「当代の」大主教ポリュエウクトス（在位956-970）への批評が出てくること、アダムの項目で書かれている年代記がヨハネス1世ツィミスケスの死亡（975年）で終わっていること、バシレイオス2世・コンスタンティノス8世の言及があることなどによる。なお、11世紀のミカエル・プセルロスに関する語句も見られるが後代の挿入とされる。